# Оланга (река)
Оланга (в верхнем течении Оуланкайоки (фин. Oulankajoki)) (устар. Оуланка-йоки; Оуланкаёки) — река, протекающая по территории Финляндии и России (Карелия). Длина на территории России — 67 км. Площадь бассейна — 5670 км².

## Общие сведения
Река Оуланкайоки берёт начало в болотах около Саллы. Протекает в восточном направлении, в высокогорном регионе к югу от Куусамо. Протекает через озёра, её русло довольно извилисто. В районе национального парка Оуланка река протекает в каньоне Фельсдурхьбрюхе. В своём верхнем течении река пользуется популярностью у любителей водного туризма и сплава на каноэ.
В 4 км после пересечения российско-финляндской границы река впадает в западную часть озера Паанаярви. После прохождения озера носит название Оланга. Впадает в озеро Пяозеро в западной его части на высоте 109,5 м над уровнем моря.

## Притоки
(км от устья)
- 2,9 км: Паросйоки (пр)
- 5,3 км: Нурис (пр)
- 7,1 км: Палойоки (пр)

Также Оуланкайоки имеет правый приток — Куусинкийоки, лишь небольшую часть протекающий по территории России. Однако он приносит воды семи российских озёр, находящихся рядом с государственной границей или непосредственно на ней:
- Юумаярви
- Сювясалмиярви
- Пукаринъярви
- Толпанъярви
- Еноярви
- Хауласелькя
- Вялиярви

## Данные водного реестра
По данным государственного водного реестра России относится к Баренцево-Беломорскому бассейновому округу, водохозяйственный участок реки — Ковда от истока до Кумского гидроузла, включая озёра Пяозеро, Топозеро. Речной бассейн реки — бассейны рек Кольского полуострова и Карелии, впадающих в Белое море.
Код объекта в государственном водном реестре — 02020000412102000000604.

## Фотогалерея

река Оланга на фото XX века
вид с реки Оланга в сторону Киваккатунтури, остров Мянтюсаари на переднем плане. 1915 г.
гребец на реке 1915 г.